# Коулфілд (Теннессі)
Коулфілд (англ. Coalfield) — переписна місцевість (CDP) в США, в окрузі Морган штату Теннессі. Населення — 2361 особа (2020).

## Географія
Коулфілд розташований за координатами 36°1′22″ пн. ш. 84°26′33″ зх. д. / 36.02278° пн. ш. 84.44250° зх. д. (36.022835, -84.442491).  За даними Бюро перепису населення США в 2010 році переписна місцевість мала площу 64,04 км², з яких 64,04 км² — суходіл та 0,00 км² — водойми.

## Демографія
Згідно з переписом 2010 року, у переписній місцевості мешкали 2463 особи в 941 домогосподарстві у складі 706 родин. Густота населення становила 38 осіб/км².  Було 1033 помешкання (16/км²).
Расовий склад населення:
| - 98,1 % — білих - 0,2 % — корінних американців - 0,1 % — чорних або афроамериканців - 0,1 % — азіатів |

До двох чи більше рас належало 1,5 %. Частка іспаномовних становила 0,3 % від усіх жителів.
За віковим діапазоном населення розподілялося таким чином: 24,3 % — особи молодші 18 років, 62,3 % — особи у віці 18—64 років, 13,4 % — особи у віці 65 років та старші. Медіана віку мешканця становила 39,5 року. На 100 осіб жіночої статі у переписній місцевості припадало 102,4 чоловіків;  на 100 жінок у віці від 18 років та старших — 98,9 чоловіків також старших 18 років.
Середній дохід на одне домашнє господарство  становив 72 373 долари США (медіана — 53 594), а середній дохід на одну сім'ю — 80 272 долари (медіана — 61 321). За межею бідності перебувало 13,8 % осіб, у тому числі 26,9 % дітей у віці до 18 років та 6,2 % осіб у віці 65 років та старших.
Цивільне працевлаштоване населення становило 1102 особи. Основні галузі зайнятості: освіта, охорона здоров'я та соціальна допомога — 26,0 %, виробництво — 13,2 %, науковці, спеціалісти, менеджери — 12,5 %.